# Linea di controllo

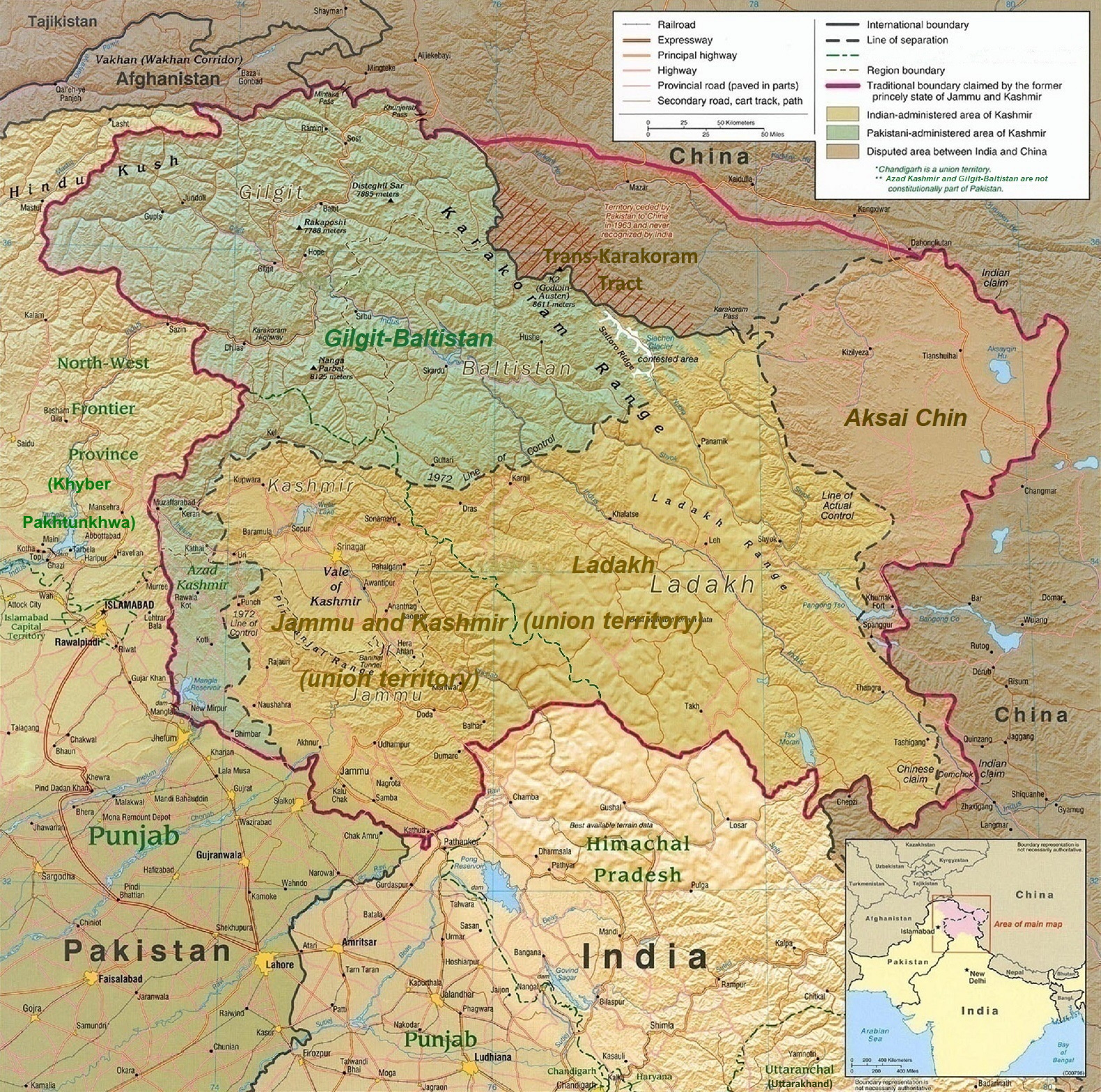
Le zone contese del Kashmir: la "linea di controllo" divide lo stato indiano del Jammu e Kashmir dai territori pakistani dell'Azad Kashmir e dei Territori del Nord

La linea di controllo (in inglese Line of Control, abbreviata in LOC) è il nome dato alla linea di demarcazione militare che divide le zone del Kashmir controllate dall'India da quelle controllate dal Pakistan; la linea non costituisce legalmente un confine internazionale (poiché entrambe le nazioni rivendicano il controllo dei territori amministrati dall'altra), ma de facto svolge questa funzione. La "linea di controllo" non deve essere confusa con la "linea di controllo effettivo", che invece delimita il confine, parimenti conteso, tra India e Cina.

## Storia
La linea fu stabilita al termine della guerra indo-pakistana del 1971, come linea del cessate il fuoco dietro cui dovevano attestarsi gli eserciti dei due belligeranti; la linea del cessate il fuoco prese il nome di "linea di controllo" con la firma dell'accordo di Simla del 2 luglio 1972: per salvaguardare le reciproche rivendicazioni, il trattato non indicava la LOC come un vero e proprio confine, ma imponeva alle due parti di non violarla o modificarla unilateralmente. I territori a sud ed est della linea sono sotto amministrazione indiana e fanno parte del territorio di Jammu e Kashmir, mentre quelli a nord ed ovest sono sotto controllo pakistano e sono suddivisi tra l'Azad Kashmir ed i Territori del Nord.
A causa di un errore nell'accordo di cessate il fuoco, la linea non copre tutta la frontiera tra le due nazioni, ma si interrompe invece in un punto (indicato come NJ9842) poco a sud dei contrafforti meridionali delle montagne Saltoro, lasciando completamente senza demarcazione la zona del ghiacciaio Siachen; a causa di tale errore la zona del ghiacciaio fu teatro a partire dal 1984 di diversi scontri tra militari indiani e pakistani, prima che un cessate il fuoco nel novembre del 2003 ponesse fine ai combattimenti: la linea del fronte stabilita sul ghiacciaio ("Actual Ground Position Line" o AGPL) fu assunta come linea di demarcazione tra i due contendenti, prolungando la LOC fino al confine con la Cina.
A partire dal 1990 l'India ha iniziato a costruire dal suo lato della LOC una barriera di separazione, per isolare la frontiera ed impedire sconfinamenti ed infiltrazioni di guerriglieri addestrati dal Pakistan; la barriera, completata nel 2004, copre 550 dei 740 km di lunghezza della LOC, e consiste in recinzioni e concertine elettrificate, sensori di movimento e telecamere termiche, mentre la "terra di nessuno" in mezzo alla LOC è stata riempita con migliaia di mine. 

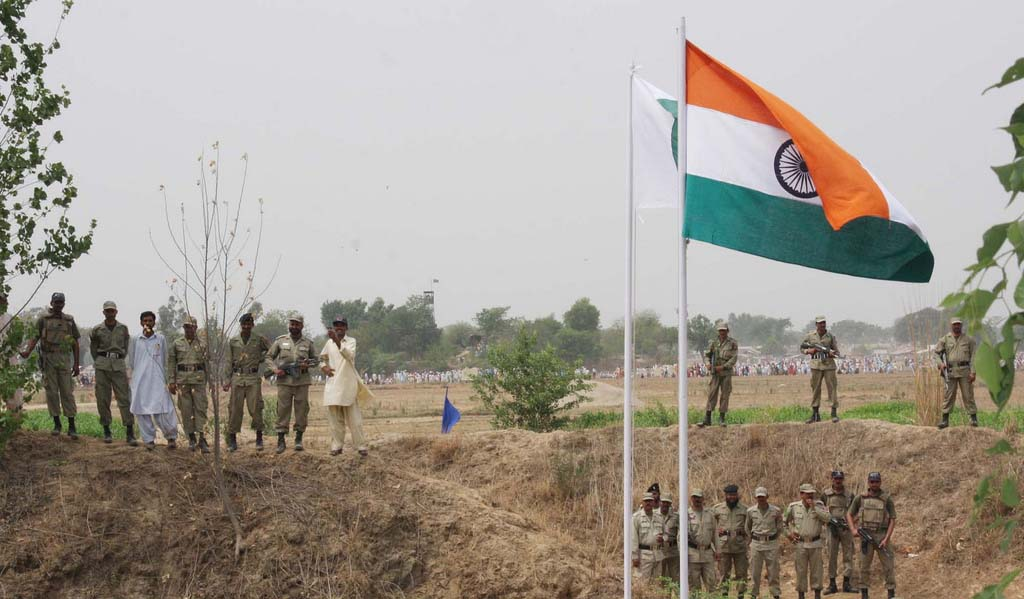
Militari pachistani lungo la linea di controllo nel 2020

Il Pakistan ha avanzato forti proteste diplomatiche per la costruzione di tale barriera. La mattina del 15 luglio 2015 un drone spia, apparentemente indiano, viene abbattuto dall'esercito pakistano causando la morte di una donna e il ferimento di altre sei persone. Questo fu il primo caso in cui venne violata la linea del cessate il fuoco, aumentando la tensione fra i due paesi.